# Axiata
Axiata Group Berhad, comunemente noto come Axiata, è un conglomerato multinazionale di telecomunicazioni malese con ampie operazioni in Asia. È uno dei più grandi operatori wireless del paese.

## Il gruppo
L'attività principale di Axiata è la holding di investimenti e la fornitura di servizi di telecomunicazione e consulenza su scala internazionale. Il loro obiettivo principale sono i mercati emergenti dell'ASEAN e dell'Asia meridionale.
Precedentemente nota come TM International Bhd (TMI), la società è stata costituita il 12 giugno 1992 ed era il braccio operativo mobile e internazionale di Telekom Malaysia Bhd (TM). A seguito della scissione di TMI da TM, la società è stata quotata nel Main Board di Bursa Malaysia Securities Berhad nel 2008. Il 2 aprile 2009, TMI ha subito un'operazione di rebranding, lanciando il suo nuovo nome, Axiata, e un nuovo logo. È stato anche lanciato il loro nuovo slogan, Advancing Asia, che riflette la direzione dell'azienda nel concentrare la propria espansione in Asia.
Axiata ha partecipazioni di controllo in operatori di telefonia mobile in Malaysia, Nepal, Indonesia, Sri Lanka, Bangladesh e Cambogia, con partecipazioni strategiche significative in India e Singapore. Il Gruppo ha anche partecipazioni in operazioni di telecomunicazioni non mobili in Thailandia e Pakistan.

## Filiali
| Country    | Brand         | Ownership   |
| ---------- | ------------- | ----------- |
| Bangladesh | Robi          | 92.00%      |
| Cambogia   | Smart         | 100%        |
| India      | Idea Cellular | 19.96%      |
| Indonesia  | AXIS          | sconosciuta |
| Indonesia  | XL            | 66.55%      |
| Malaysia   | Celcom        | 100%        |
| Malaysia   | Tune Talk     | 35.00%      |
| Pakistan   | Multinet      | 89.00%      |
| Singapore  | M1            | 29.12%      |
| Sri Lanka  | Dialog        | 84.97%      |
| Thailandia | i-mobile      | 24.04%      |